# Nataliya Kachalka
Nataliya Kachalka (em ucraniano:  Наталія Качалка; Vinnytsia, 9 de abril de 1975) é uma ex-ciclista olímpica ucraniana. Kachalka representou sua nação nos Jogos Olímpicos de Verão de 2004, em Atena.